# Tour du Bénin 2021
Le Tour du Bénin 2021 est la 16e édition du Tour du Bénin. Il a lieu du 17 au 22 mai 2021 au Bénin. L'édition est remportée par le Burkinabé Paul Daumont,.

## Participants
La saison 2021 connaît la participation de compétiteurs venant de six pays. Burkina-Faso, Côte d'Ivoire, Niger, Sénégal et Nigeria, avec 37 cyclistes pour une distance de 632 kilomètres.

## Étapes
1. Etape 1 : Djougou - Boukoumbé, sur une distance de 123 km
2. Etape 2 : Toukountouna-Djougou, sur une distance de 100 km
3. Etape 3 : Critérium à Parakou, sur une distance de 105 km
4. Etape 4 : Bohicon-Lokossa, sur une distance de 87 Km
5. Etape 5 : Critérium Porto-Novo, sur une distance de 116 Km
6. La dernière étape pour le critérium de Cotonou sur une distance de 101 km[4].